# 넬슨작은귀땃쥐
넬슨작은귀땃쥐(Cryptotis nelsoni)는 땃쥐과에 속하는 포유류의 일종이다. 멕시코 동부 지역의 고유종이다. 이 종은 1894년에 넬슨(Edward William Nelson)과 골드만(Edward Alphonso Goldman)이 멕시코 베라크루스주의 산마르틴 화산의 경사면에서 많은 표본을 채집하면서 발견했다. 이후 다시 기록되지 않았고, 멸종된 것으로 간주했으나 2004년 같은 장소에서 재발견되었고 2009년에 등재되었다. 이 종의 생태학적인 정보는 잘 알려져 있지 않다.